# Miltonia moreliana
Miltonia moreliana är en orkidéart som beskrevs av Achille Richard. Miltonia moreliana ingår i släktet Miltonia och familjen orkidéer. Inga underarter finns listade i Catalogue of Life.

## Bildgalleri

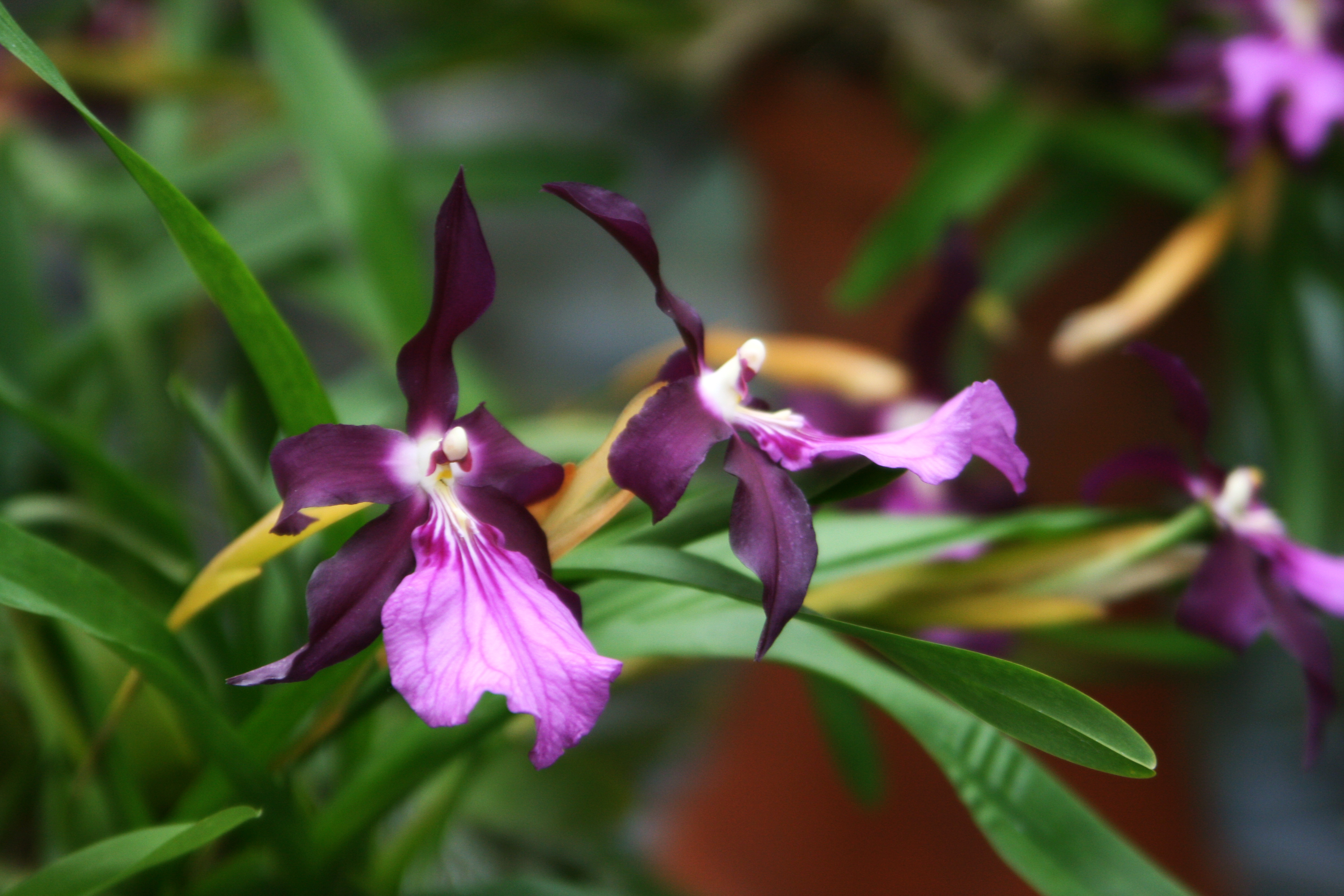
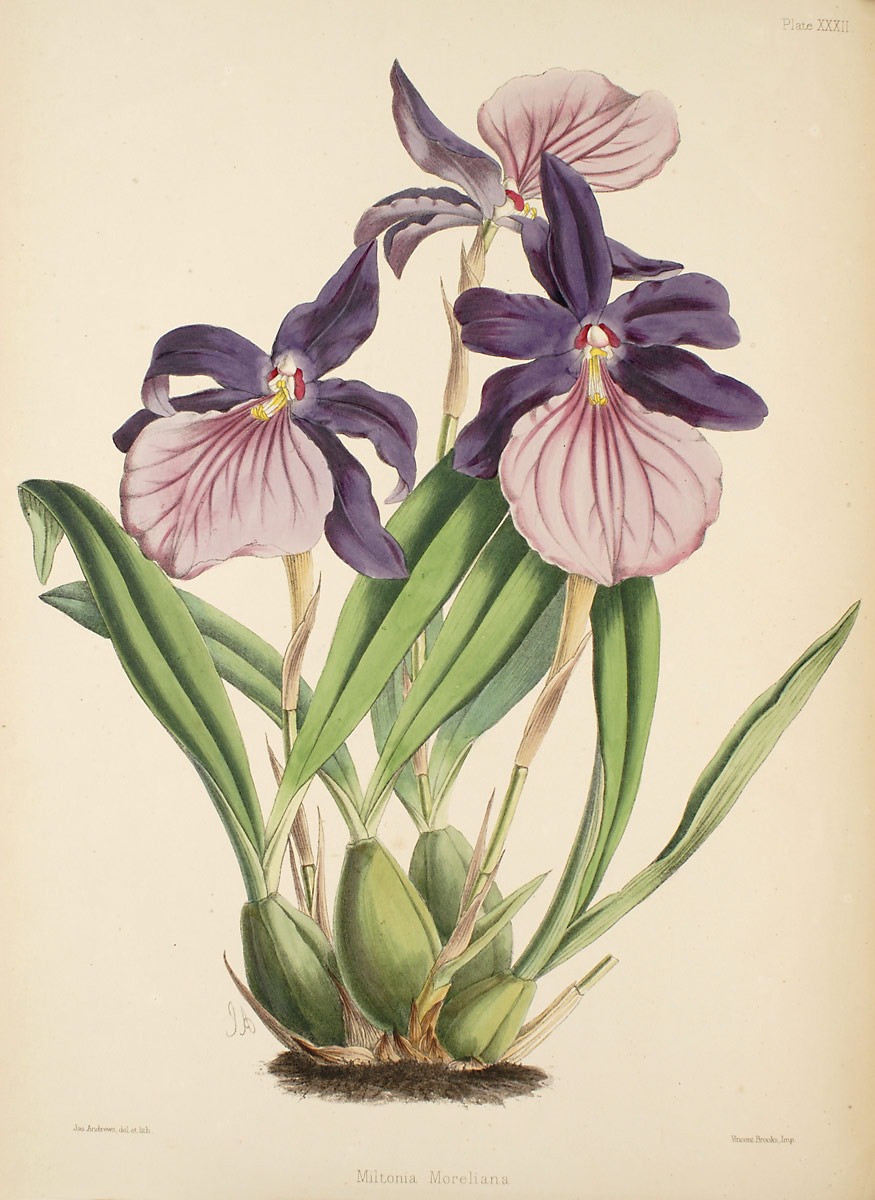
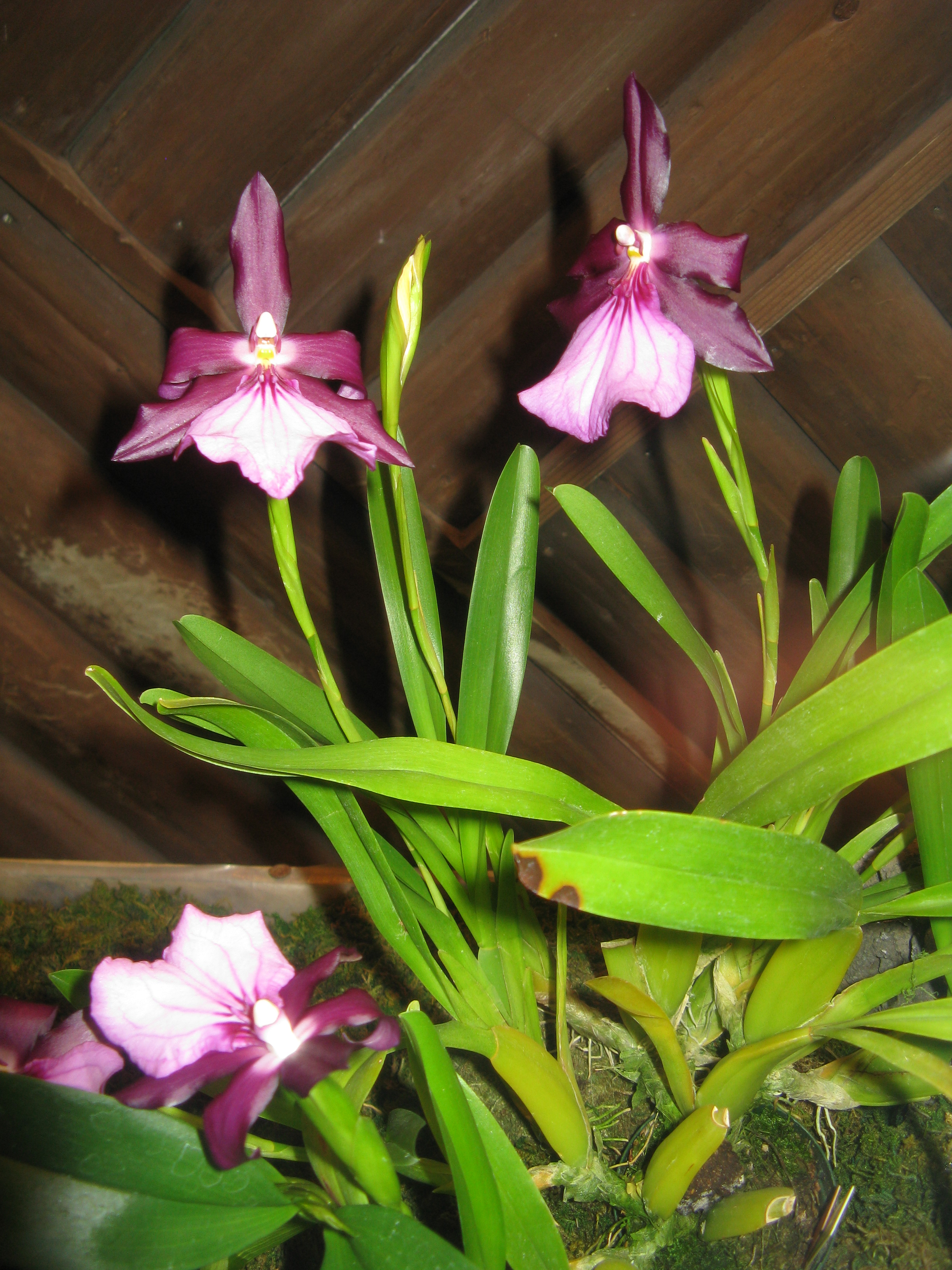
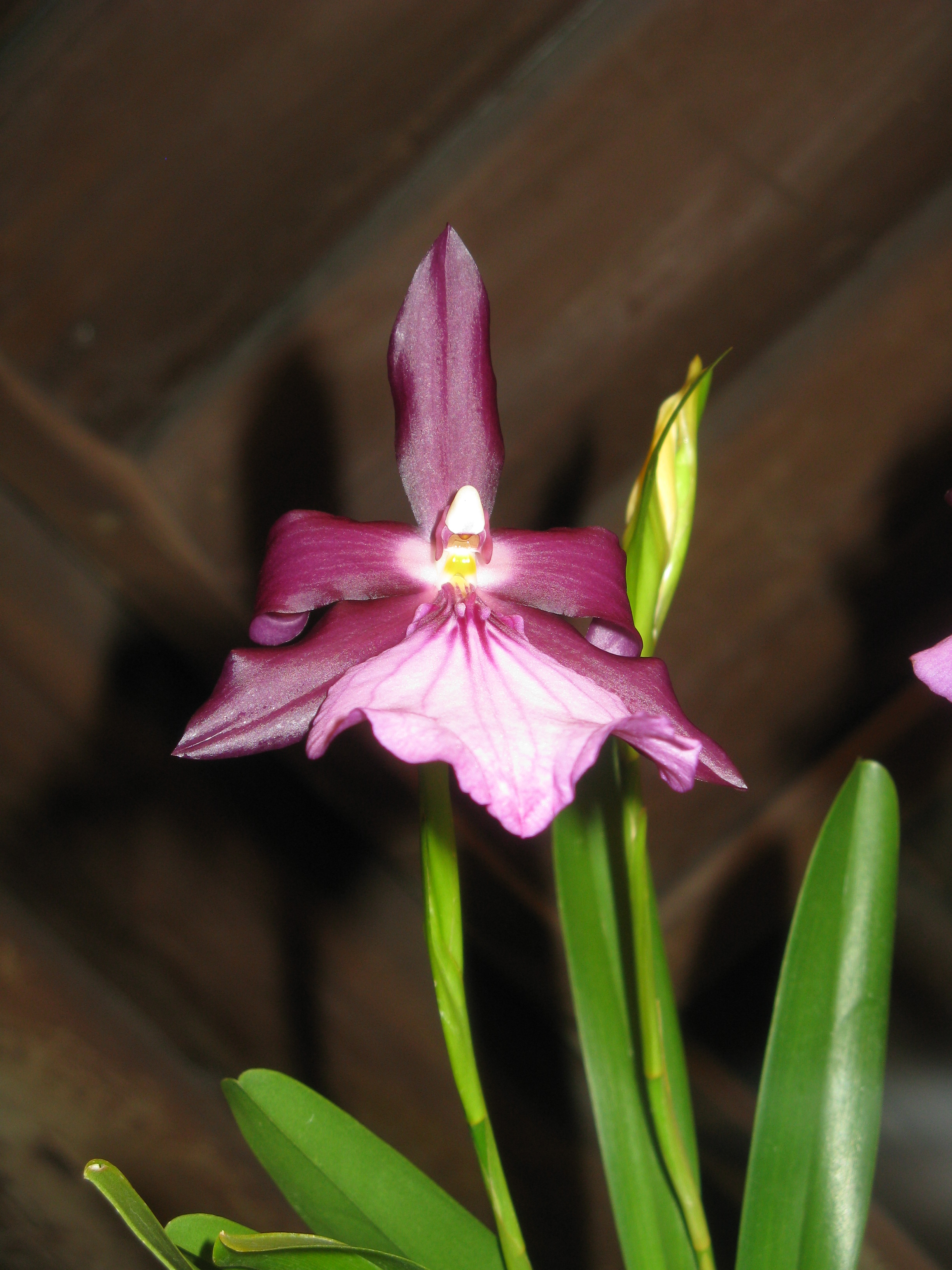
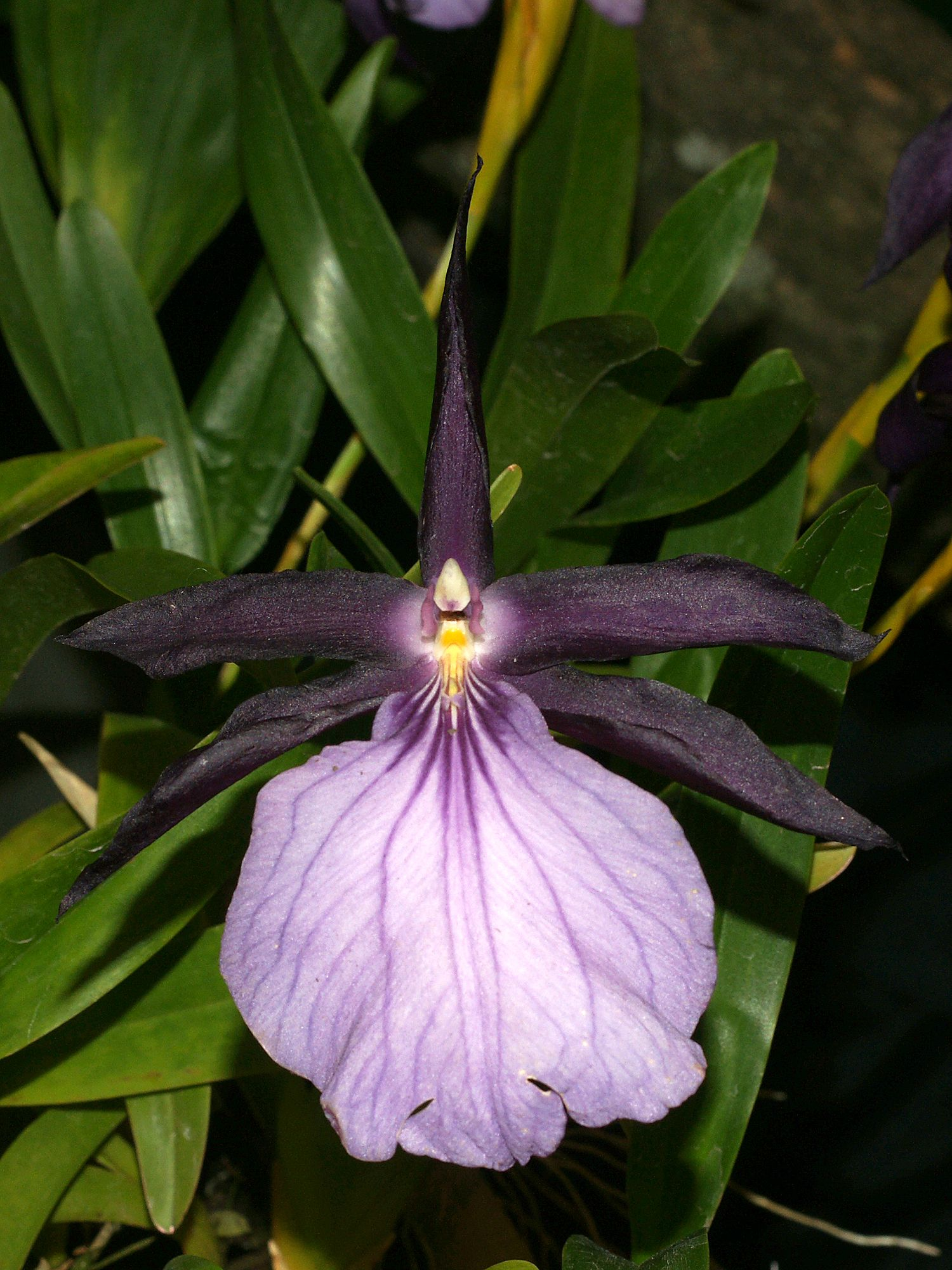
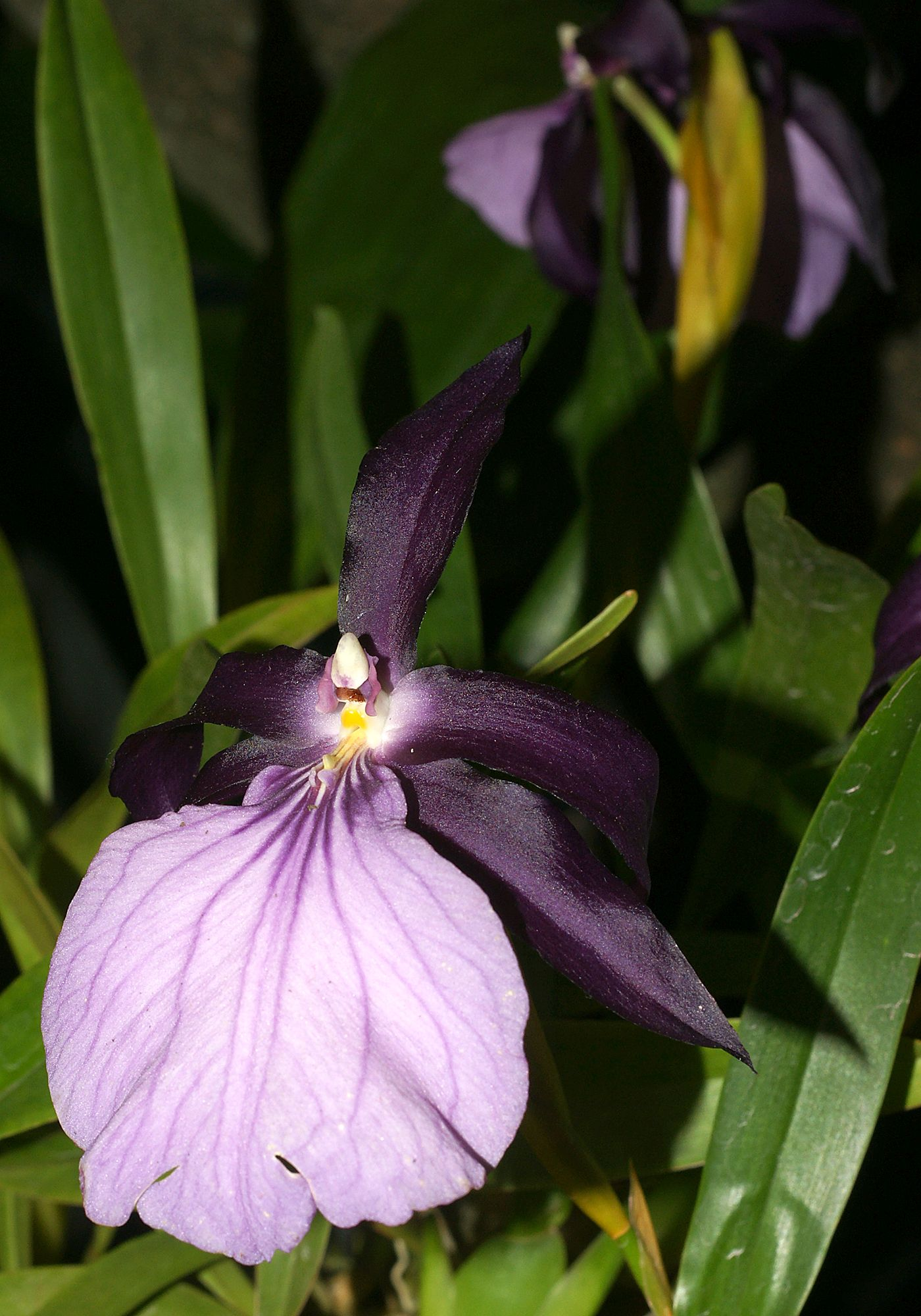